# 八宝属
八宝属（学名：Hylotelephium），是景天科下的一个属，为多年生草本植物，其下包含了大约33个物种，分布于亚洲、欧洲及北美洲。
属名Hylotelephium源于希腊语hyla（树木）和telephium（多肉、多汁）的合成词，标志此属植物喜阴的特性。

## 下属物种
- 狭穗八宝 H. angustum
- 川鄂八宝 H. bonnafousii
- 八宝 H. erythrostictum
- 圆叶八宝 H. ewersii
- 紫花八宝 H. mingjinianum
- 承德八宝 H.mongolicum
- 白八宝 H. pallescens
- 心叶八宝 H. pseudospectabile
- 紫八宝 H. purpureum
- 圆扇八宝 H. sieboldii
- 长药八宝 H. spectabile
- 穗花八宝 H. subcapitatum
- 汤池八宝 H. tangchiense
- 华北八宝 H. tatarinowii
- 欧紫八宝 H. telephium (L.) H. Ohba.
- 轮叶八宝 H. verticillatum
- 珠芽八宝 H. viviparum